# Paleis van Pagaruyuang

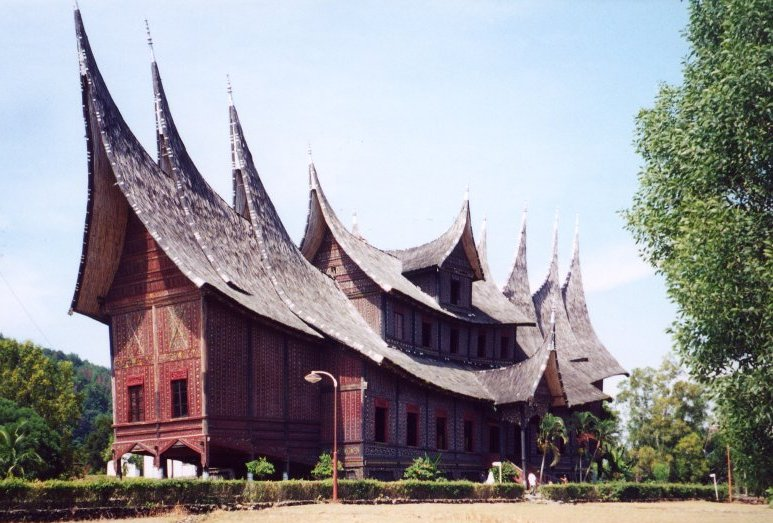
Het paleis van Pagaruyung

Het paleis van Pagaruyung, ofwel Istano Basa Pagaruyuang, is het voormalig paleis van de koninklijke familie van het koninkrijk Pagaruyung dat in 1833 werd opgeheven. Hierna werd het paleis verlaten. Toch bleef het gebouw een hoge symbolische waarde houden.
Het gebouw staat in de Indonesische provincie West-Sumatra en is gebouwd in de Rumah Gadangstijl van het Minangkabauvolk.
Het werd in 1804 (tijdens de Padri-oorlogen, 1966 en 2007 door brand verwoest, maar elke keer weer herbouwd. Bij de laatste herbouw is gekozen voor een betonnen skelet waarbij het uiterlijk intact is gehouden.